# Strangalia albicollis
Strangalia albicollis es una especie de escarabajo longicornio del género Strangalia, categorizada en la tribu Lepturini, de la subfamilia Lepturinae. Fue descrita por Pascoe en 1860.

## Descripción
Mide 11-16 mm de longitud.

## Distribución
Se distribuye por Bolivia, Brasil, Guayana Francesa y Perú.